# Film commedia
Un film commedia è un genere di film che pone l'accento sull'umorismo. I film di questo genere solitamente hanno un lieto fine.

## Storia

### Modelli
La commedia è un genere antichissimo, che risale almeno agli antichi greci (Aristotele dedicò alla commedia un libro perduto della Poetica e Aristofane usò le commedie per deridere i vizi della società ateniese del IV secolo a.C.), passando poi per gli antichi Romani, il teatro rinascimentale, il teatro elisabettiano (Shakespeare, Ben Jonson).
Il cinema, soprattutto quello americano, prese a modello molti elementi di questi antecedenti e fin dal periodo del muto ebbe un ruolo fondamentale nella derisione dei difetti e nella moralizzazione dei costumi, arrivando a diventare uno dei generi più importanti della produzione di Hollywood.

### Epoca del muto
La commedia al cinema ha conosciuto molte stagioni e molti sottogeneri. Un esempio di primo sottogenere, dalle finalità moralizzanti, fu quello della cosiddetta "commedia di rimatrimonio", che nacque dopo la grande ondata di divorzi degli anni dieci e che aveva la trama basata sullo schema di due coniugi che si separavano e poi, dopo aver sperimentato la convivenza con altri partner, decidevano di tornare insieme (Don't change your husband, 1918, o Why change your wife, 1919, entrambi di Cecil B. DeMille).

### Epoca classica di Hollywood
Con l'entrata in vigore del Codice Hays (esecutivamente dal 1934) l'adulterio scomparve dalle tematiche del cinema narrativo classico, allora si preferì puntare più sui dialoghi brillanti. Nacque così la screwball comedy o "commedia sofisticata", con i protagonisti appartenenti alla jet-society altoborghese dell'epoca. Le migliori commedie toccavano temi d'attualità, come il confronto tra le classi (come Accadde una notte di Frank Capra, 1934).

#### Lubitsch
Il maestro indiscusso del genere nel periodo d'oro di Hollywood fu Ernst Lubitsch, basate su satire dei costumi e su rutilanti giochi di punti di vista, a tratti anche amari (dove le persone possono apparire al cambio di inquadratura oneste o traditrici). Tra le sue opere migliori Il ventaglio di Lady Windermere (muto, 1925), Mancia competente (1932), Partita a quattro (1933), Ninotchka e, forse il suo capolavoro, Vogliamo vivere!, considerata da alcuni critici la migliore satira di Hitler in tempo di guerra, più viva anche di quella di Charlie Chaplin ne Il grande dittatore.

#### Capra

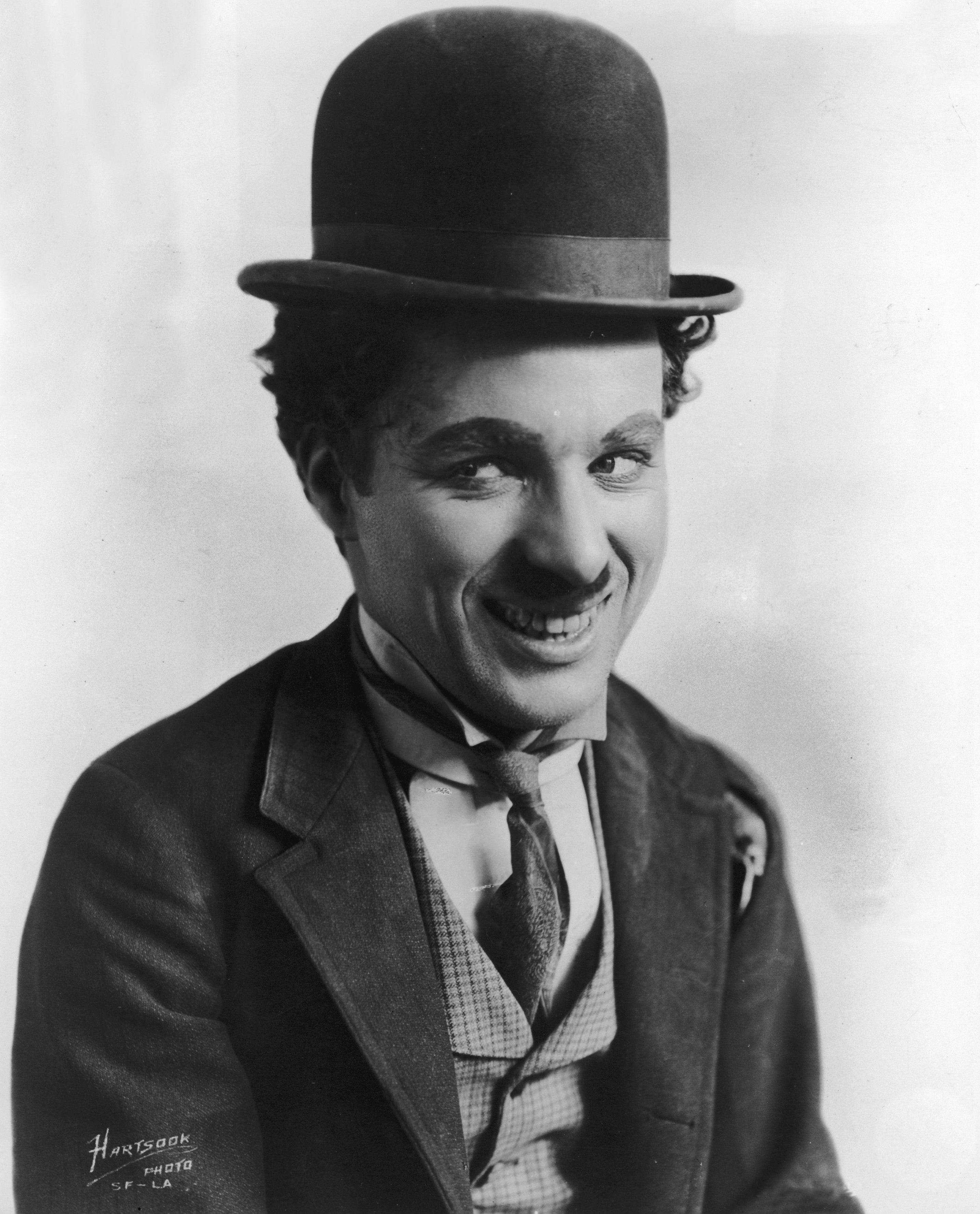
Charlie Chaplin

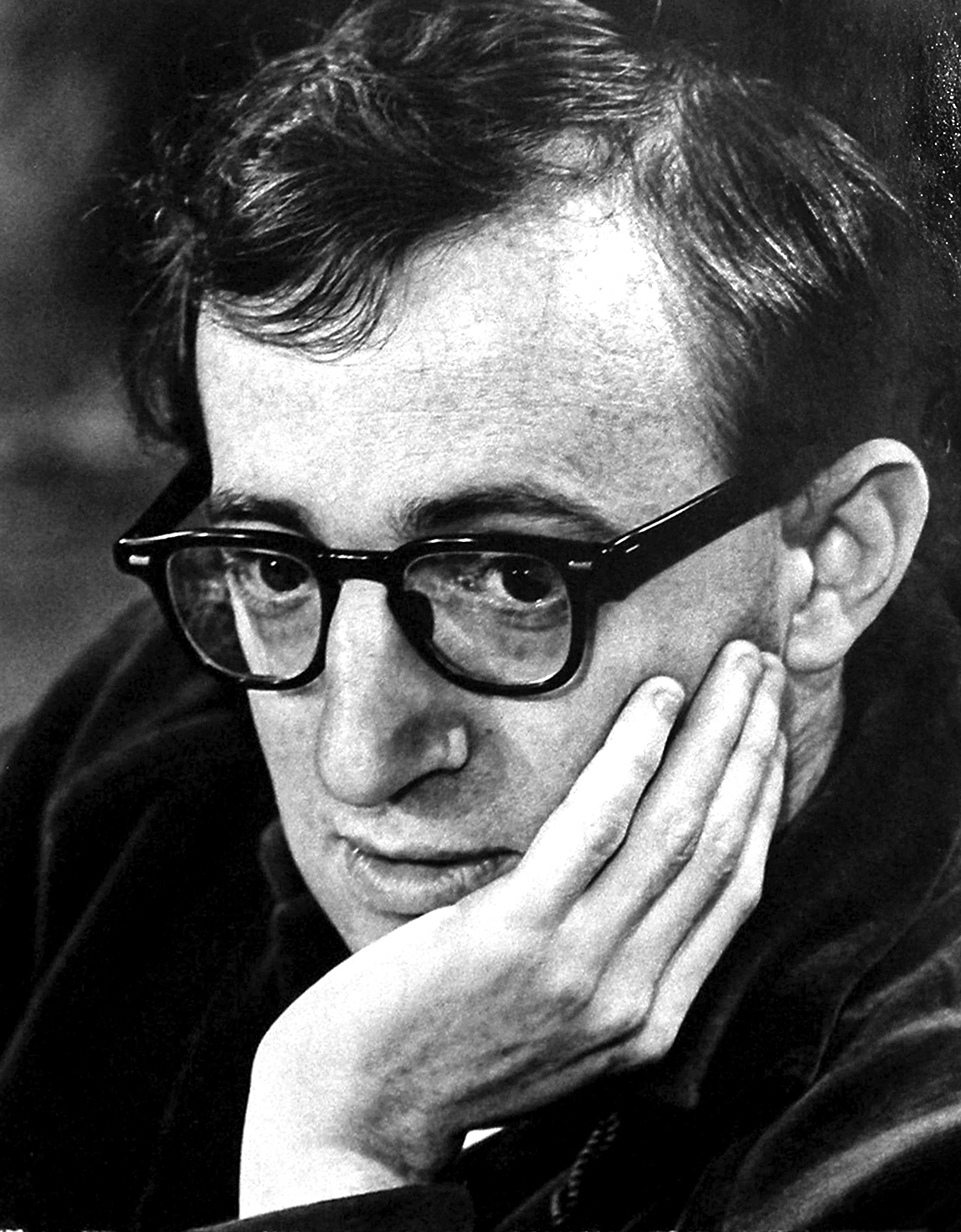
Woody Allen

Nel 1934 esplose il successo di Frank Capra e la Columbia per la quale lavorava. Il suo stile è spesso indicato come modello di ottimismo americano in pieno New Deal, ma a ben guardare i suoi happy-ending hanno sempre una facilità troppo ovvia, quasi banale tanto da sembrare ambigui e posticci, come se fosse una scusa per coprire una realtà ben più amara. Le sue storie sono infatti pessimiste fino all'ultima sequenza, quando improvvisamente e senza una logica apparente le cose si capovolgono, in maniera poco verosimile e quasi miracolosa. In Mr. Smith va a Washington per esempio una banda di politici corrotti, contro la quale ha lottato per tutto il film il protagonista, sembra avere la meglio finché sul finale il capo dei truffatori non decide di confessare spontaneamente le sue colpe. Lo spettatore di queste commedie quindi può scegliere: credere al finale e continuare a sognare, oppure considerare realisticamente quanto visto, arrivando a confrontare il mondo realistico e quello che dovrebbe essere.

#### Hawks
Un altro maestro di commedie, ma che si dedicò con successo anche ad altri generi, fu Howard Hawks, il maestro "invisibile" poiché le sue opere raggiungono un livello di perfezione da sembrare finestre trasparenti, dove lo spettatore nota solo i personaggi e l'azione, in una vicenda che non ha un attimo di sosta. Con lui la commedia si orientò sul rapporto tra ordine, inteso come vita perfettamente organizzata ma noiosa, e caos. Capolavori sono Susanna! (1938), La signora del venerdì (1940) o Gli uomini preferiscono le bionde (1953).

#### Wilder
Il maggiore erede di Lubitsch fu il regista di origine austriaca Billy Wilder, che nella sua lunga carriera sviluppò il lato più amaro e disincantato della commedia, arricchendolo di umorismo nero e richiami alla psicoanalisi di Freud. Collaborando con alcuni tra i migliori sceneggiatori di Hollywood, come Charles Brackett o I. A. L. Diamond, costruì satire feroci sulla società americana e su quella europea (Scandalo internazionale, 1948, Quando la moglie è in vacanza, 1955, A qualcuno piace caldo, 1959, Sabrina, 1954, Arianna, 1957, Irma la dolce, 1963).

### Commedia moderna
Ancora oggi molte commedie sono leggere, che sfruttano la popolarità di personaggi celebri soprattutto della televisione, senza alcuna pretesa di approfondimento della trama, ma con il solo intento di fare divertire il pubblico, altri invece contengono politica o sociale (come L'uomo dell'anno o Sesso & Potere).
Sottocategorie del genere commedia sono i musicarelli, film costruiti attorno alla figura di un cantante popolare e delle sue canzoni, e i sentimentali, ove una storia d'amore è il tema conduttore della commedia.

## Caratteristiche e sottogeneri
Le caratteristiche classiche di un film commedia prevedono la presenza di una storia rocambolesca oppure sentimentale, complicata da varie peripezie, intrecci o situazioni paradossali che impediscono la realizzazione dell'obiettivo del protagonista. Il personaggio dunque, caratterizzato con elementi buffi, deve ricorrere a vari stratagemmi per giungere all'oggetto del suo desiderio, riuscendoci solo alla fine.

### Commedia all'italiana

Una scena de I soliti ignoti (1958)

Nel pieno respiro del neorealismo cinematografico degli anni '40-'50', in Italia si creò alla fine degli anni '50 un genere cinematografico della commedia più elevato, definito da Pietro Germi con il termine che conosciamo. Mario Monicelli sostenne che la commedia all'italiana vede il suo obiettivo nel trattare argomenti drammatici di realtà con caratteristiche e situazioni divertenti, benché condite dal finale amaro.
Le varie storie, iniziate con il film I soliti ignoti (1958), riguardano vicende della realtà e di costume (modo di essere) tipicamente italiani durante gli anni '60. La trasformazione della società durante il boom economico, la satira verso i comportamenti truffaldini, sentimentali o istrionici dell'italiano medio sono solitamente più evidenti nei film con Alberto Sordi come Il vedovo, Il medico della mutua e Riusciranno i nostri eroi a ritrovare l'amico misteriosamente scomparso in Africa?. Altri attori famosi furono Vittorio Gassman, Anna Magnani, Sophia Loren, Ugo Tognazzi, Marcello Mastroianni, Nino Manfredi, Aldo Fabrizi, Claudia Cardinale Gastone Moschin e Adolfo Celi. Mentre i registi sono Mario Monicelli, Ettore Scola, Dino Risi, Luigi Zampa, Steno, Vittorio De Sica e Luigi Comencini.

### Commedia romantica
Commedia con situazioni comiche, che però ha il tema centrale sull'amore dei due protagonisti e le varie peripezie che dovono affrontare per poter riunirsi, alla fine, definitivamente. La commedia romantica si è spesso, di recente, legata ai musical, come Mamma mia! (2008), oppure al filone di storie del cinema indiano, composte da trame molto lunghe, che vedono l'intreccio delle storie di due innamorati, con ampi intermezzi musicali.
Gli attori più famosi di tali commedie sono Julia Roberts e Richard Gere, mentre i film sono Harry, ti presento Sally..., Tutto può cambiare, Tutti pazzi per Rose, Professore per forza, Qualcosa è cambiato, Emotivi anonimi e Mona Lisa Smile.

### Commedia nera

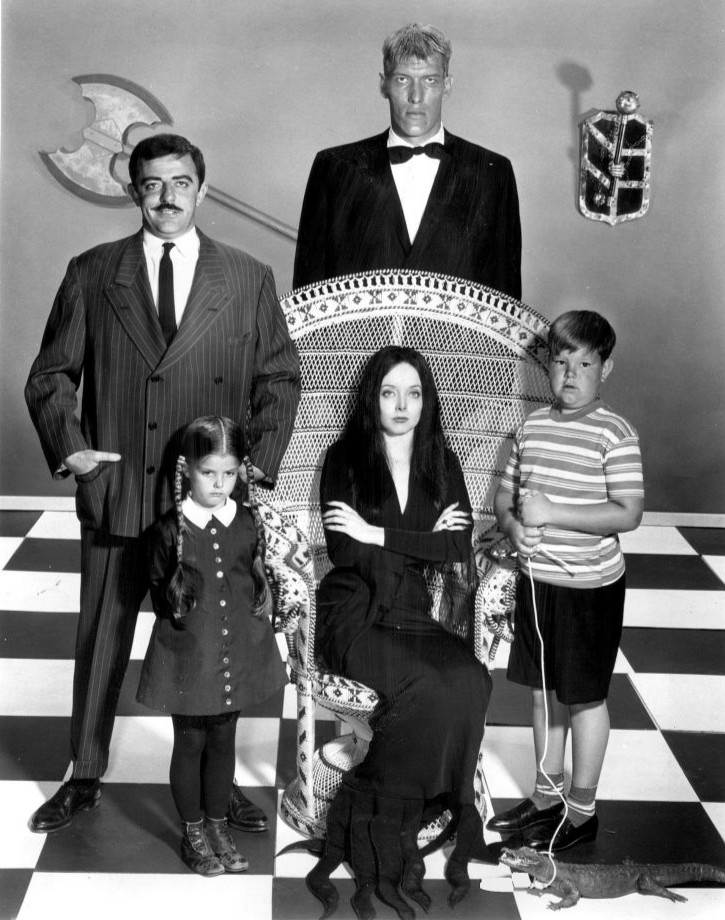
La famiglia Addams

Sottogenere che impiega l'uso di satira pungente e feroce, nonché richiede elementi di morte dei personaggi o situazioni paradossali che hanno a che vedere con la morte. L'umorismo nero prevede la presenza di elementi osceni nella vicenda del film, nonché la trattazione con violenta presa in giro di argomenti tabù, come il sesso, la religione, la malattia. In America negli anni '60 nacque la serie tv La famiglia Addams, che è considerata il simbolo della "commedia nera" statunitense, mentre in Italia alcuni film di genere grottesco sono le pellicole di Marco Ferreri come La grande abbuffata o Brutti sporchi e cattivi di Ettore Scola. Altri film sono Brian di Nazareth, sulla parodia della vita di Gesù, e Il dottor Stranamore di Stanley Kubrick.

### Commedia erotica all'italiana
Si sviluppò come genere di serie B negli anni '70-'8', durante il decadimento della cultura cinematografica italiana, nel pieno degli anni di piombo. Tale sottogenere ebbe come attori principali Lino Banfi, Lando Buzzanca, Renzo Montagnani, Mario Carotenuto, Alvaro Vitali, Gianfranco D'Angelo, Enzo Cannavale e Bombolo, e si basava su vari filoni soggetti a invenzioni di cliché e stereotipi, come serie della poliziotta, la liceale, l'infermiera e via dicendo. Ogni filone ha un'esile trama basata su stereotipi, dove l'elemento principale è far ridere il pubblico medio-basso con battute volgari e allusive, situazioni paradossali che alludono al sesso, e presenza di attrici molto belle, quasi tutte modelle. Solo il caso di Pierino con Alvaro Vitali si distaccò in parte, poiché la vicenda ruota attorno al ragazzino di scuola, lasciando l'elemento erotico solo della sua passione per le belle professoresse. La commedia erotica si adoperò anche nel sottogenere pseudo-stoico del "decamerotico", ossia la produzione di film tratti da Il Decameron di Pier Paolo Pasolini e da alcune novelle dell'opera originale di Giovanni Boccaccio per dare spunto a solite storie di sesso sotto forma di stereotipo tra preti vogliosi e monache licenziose.
Commedia musicarello
altro sottogenere cinematografico basato sulla semplice storia di un giovane aspirante cantante, con padre burbero generale, che si innamora della ricca figlia di un imprenditore, che desidera un matrimonio diverso per lei. Tali storie, ambientate nello sfondo del boom economico, furono recitate da veri giovani cantanti, come Adriano Celentano, Claudio Villa, Nino D'Angelo, Al Bano e Romina Power, nonché da Gianni Morandi.

### Commedia drammatica

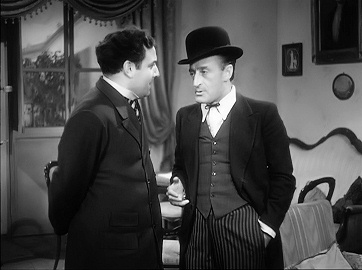
Totò e Carlo Campanini in Il ratto delle Sabine (1945)

Detta anche "drammedia", percorre delle vicende di argomento molto serio, in linea con il genere drammatico, in cui non sempre le storie hanno lieto fine, e se è così, i protagonisti ne escono molto turbati, e non pienamente soddisfatti. Alcuni esempi sono i film di Wes Anderson come I Tenenbaum, o anche Il medico di campagna, Quasi amici, Il diritto di contare, La terra e il vento. In Italia le commedie drammatiche si possono già rintracciare nelle vicende dei film del filone commedia all'italiana, come il Detenuto in attesa di giudizio con Alberto Sordi e C'eravamo tanto amati di Ettore Scola. Nell'epoca più attuale Carlo Verdone è considerato uno dei migliori registi di commedie a tono romantico o drammatico, come già Bianco, rosso e Verdone o Compagni di scuola. Negli anni 2000 altre commedie del genere in Italia sono di Sergio Rubini (La terra) e di Aldo, Giovanni e Giacomo, che riprendono lo stile della commedia all'italiana.

### Genere comico - farsesco
Benché ritenuto una costola della commedia cinematografica, il film comico può essere definito una forma d'arte a sé stante, originatasi durante l'epoca del muto dapprima in Francia e in seguito a Hollywood. Tra i suoi maggiori rappresentanti troviamo: Max Linder, Charlie Chaplin, Laurel & Hardy, Buster Keaton, Harry Langdon e Harold Lloyd. Con l'arrivo del sonoro hanno trovato fortuna i fratelli Marx e la coppia comica Abbott and Costello. Successivamente hanno raggiunto notorietà internazionale artisti come Jerry Lewis, Woody Allen e i Monty Python. In Italia, tra gli anni cinquanta e sessanta, il maggior interprete del genere è stato Totò, spesso coadiuvato da attori come Peppino De Filippo e Aldo Fabrizi. A partire dagli anni settanta la produzione italiana ha trovato nuova linfa con la comparsa dell'attore e scrittore Paolo Villaggio che, a partire dal film Fantozzi (1975), ha inanellato una serie di pellicole comiche di successo.
Dagli anni ottanta si sono distinti Roberto Benigni, Massimo Troisi e Carlo Verdone.